# 한국방송공사 해외 특별기획 드라마
한국방송공사 해외 특별기획 드라마는 KBS 2TV의 방송 프로그램으로 매주 월요일, 화요일 밤 12시 50분에 방영하였다.

## 방송 시간
| 방송 채널 | 방송 기간                        | 방송 시간                       | 방송 분량 |
| --------- | -------------------------------- | ------------------------------- | --------- |
| KBS 2TV   | 2012년 2월 27일~2012년 6월 19일  | 매주 월, 화 밤 12:35~1:25       | 50분      |
| KBS 2TV   | 2012년 6월 30일~2012년 10월 5일  | 매주 목, 금 오전 11:50~낮 12:40 | 50분      |
| KBS 2TV   | 2012년 10월 8일~2013년 4월 2일   | 매주 월, 화 밤 1:00~1:50        | 50분      |
| KBS 2TV   | 2012년 4월 8일~2013년 10월 18일  | 매주 월, 화 밤 12:40~1:30       | 50분      |
| KBS 2TV   | 2013년 10월 21일~2013년 12월 2일 | 매주 월, 화 밤 12:50~1:40       | 50분      |

## 작품 리스트
- 《삼국지》: 2012년 2월 27일~2013년 2월 12일
- 《초한지》: 2013년 2월 18일~2013년 12월 2일

## 같이 보기
- 한국방송공사 해외걸작드라마